# Podomyrma overbecki
Podomyrma overbecki é uma espécie de formiga do gênero Podomyrma, pertencente à subfamília Myrmicinae.